# Vol FedEx Express 14
Le 31 juillet 1997, le McDonnell Douglas MD-11 effectuant le vol FedEx Express 14, un vol cargo international régulier reliant Singapour à Newark, aux États-Unis, via Penang, Taipei et Anchorage, s'est écrasé lors de l'atterrissage à l'aéroport international de Newark-Liberty, se renversant et prenant feu, blessant les cinq personnes à bord.

## Avion et équipage

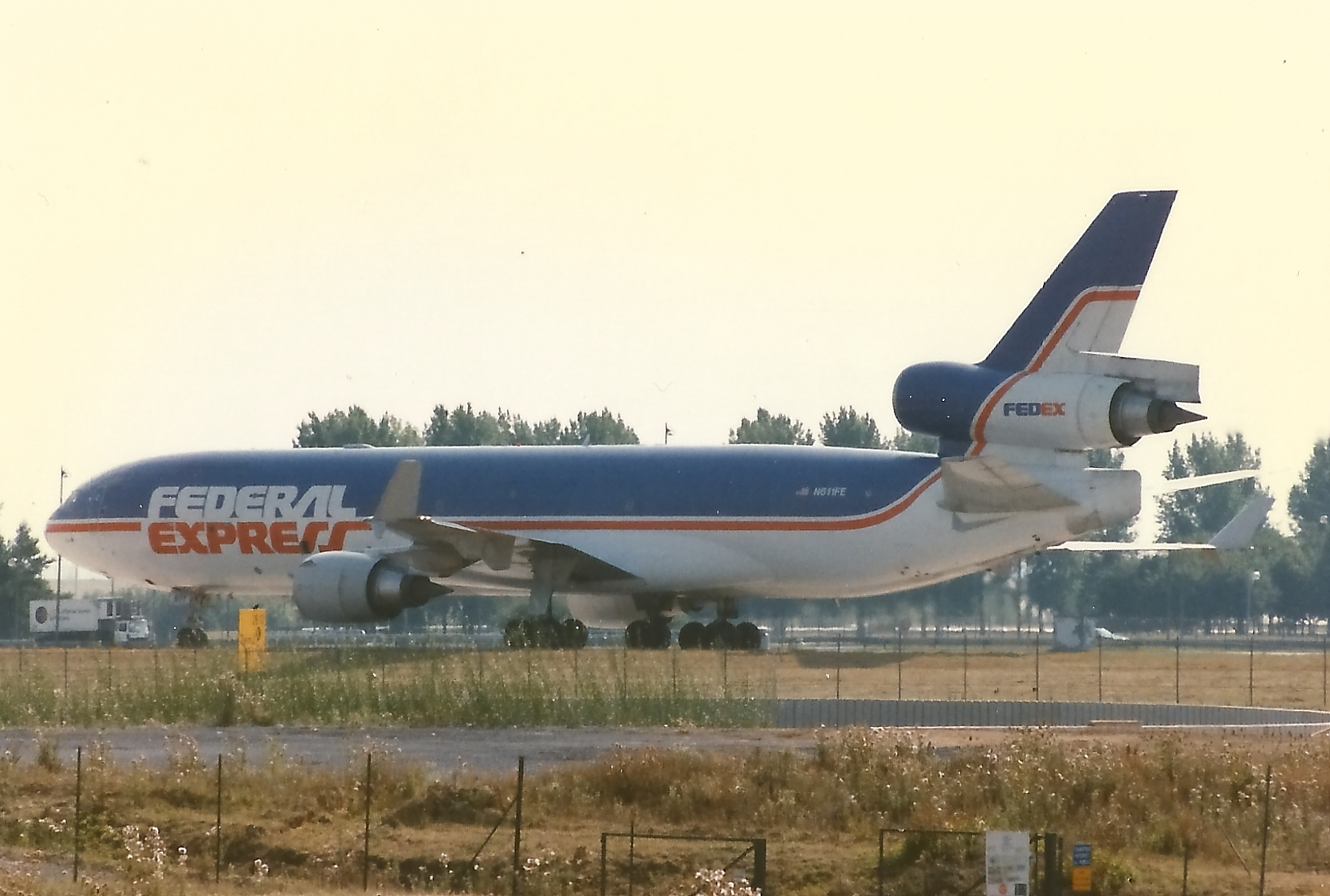
N611FE, le MD-11 de FedEx impliqué, dans une livrée précédente, ici à l'aéroport de Paris-Charles-de-Gaulle en août 1996.

L'appareil impliqué est un McDonnell Douglas MD-11F, immatriculé N611FE et propulsé par trois turboréacteurs de type General Electric CF6-80C2D1F. Il a été livré neuf à FedEx en septembre 1993. Au moment de l'accident, il totalise 13 034 heures de vol et 2 950 cycles de vol (décollage/atterrissage).
Le commandant de bord est Robert M. Freeman (46 ans), qui a rejoint FedEx en 1988 lors du rachat de Flying Tiger Line, pour laquelle il travaillait auparavant depuis 1978. Il avait cumulé 11 000 heures de vol, dont 1 253 heures sur le MD-11. 
Le copilote est Donald E. Goodin (39 ans), qui travaille chez FedEx depuis 1994, après avoir été pilote dans l'US Air Force de 1977 à 1994. Il totalise 3 703 heures de vol, dont seulement 592 chez FedEx. Il ne cumulé que 95 heures de vol sur MD-11.

## Accident
Le vol 14 est parti de Singapour, avec des escales intermédiaires prévues à Penang, en Malaisie, suivi de Taipei, à Taïwan, puis d'Anchorage, en Alaska. En plus du commandant de bord et du copilote, il y avait trois passagers à bord, dont un occupant le strapontin dans le cockpit.
Pendant le vol, les pilotes craignaient d'avoir peu de distance d'arrêt après l'atterrissage, et le commandant de bord a déclaré qu'il souhaitait poser l'avion tôt sur la piste. L'avion était parti avec l'inverseur de poussée du moteur gauche inopérant, et les pilotes étaient également au courant d'autres incidents, mentionnés dans le carnet de maintenance de l'avion, au cours desquels le système de freinage automatique ne s'était pas activé lors de l'atterrissage. Ils avaient également mal interprété les données de piste et pensaient donc avoir une distance d'arrêt inférieure à celle réellement disponible.

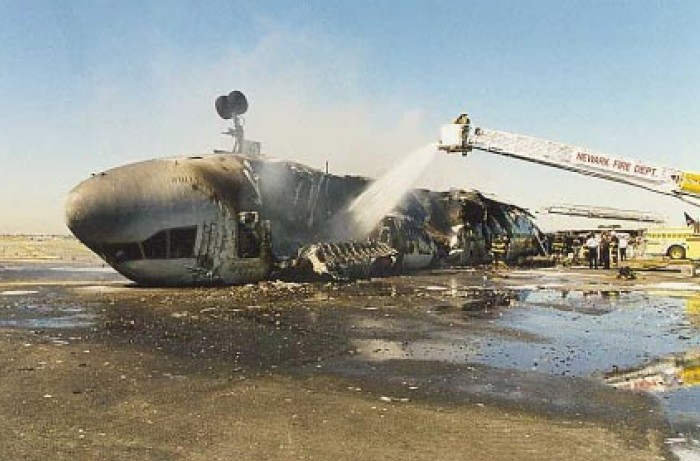
L'épave du vol 14 après l'extinction de l'incendie.

L'atterrissage s'est déroulé normalement jusqu'au début de la phase d'arrondi. Le MD-11 a atterri brutalement sur la piste, puis a rebondi et est parti en roulis vers la droite. Lors de la deuxième prise de contact des roues, environ 1 100 pieds (340 m) après le début de la piste, le train d'atterrissage principal droit s'est brisé et le moteur de l'aile droite (moteur n°3) a violemment touché la piste, le roulis à droite se poursuivant jusqu'à ce que les longerons de l'aile droite se brisent. 
L'appareil s'est finalement immobilisé sur le côté droit de la piste, renversé sur le dos et en flamme. Les cinq occupants se sont échappés par une des fenêtres du cockpit, tandis que l'avion a été en grande partie détruit par l'incendie qui a suivi le crash.

## Enquête
Le Conseil national de la sécurité des transports (NTSB) a mené une enquête approfondie sur l'accident du vol 14 et a conclu que la cause probable était le contrôle excessif de l'avion par le commandant de bord lors de l'atterrissage et son incapacité à remettre les gaz, à la suite d'un arrondi non stabilisé. 
Commençant à environ 17 pieds (5,2 m) au-dessus de la piste, le commandant de bord a abaissé le nez, probablement pour effectuer un toucher des roues plus tôt, puis l'a relevé et augmenté la poussée pour ralentir la descente de l'avion, puis il a de nouveau poussé le nez vers le bas (vers le moment du premier contact) pour tenter de maintenir l'avion sur la piste. 
Ces dernières commandes étaient "trop tardives et trop importantes" pour pouvoir stabiliser l'atterrissage, et le taux de descente élevé de l'avion et le roulis vers la droite ont comprimé la jambe du train d'atterrissage droit au deuxième toucher des roues, ce qui a cassé le longeron arrière de l'aile droite et rompu le réservoir de carburant droit. L'appareil s'est alors retourné sur le dos et a pris feu immédiatement.

### Recommandations
À la suite de son enquête sur cet accident, le NTSB a formulé de nouvelles recommandations, basées sur ses constatations et conclusions, pour améliorer la sécurité des équipages pilotant sur MD-11, notamment que la Federal Aviation Administration (FAA) développe de nouveaux outils de formation des pilotes pour inclure des informations sur les différents facteurs qui peuvent contribuer aux défaillances structurelles impliquant le train d'atterrissage, les ailes et le fuselage, tels que les limitations concernant le taux de descente, l'angle et le taux de roulis et de tangage, les atterrissages sur un seul train, l'effet d'une portance réduite et les conséquences de la charge structurelle sur les jambes de train d'atterrissage et les pneus qui touchent le sol 
Il recommande également de fournir un programme de formation sur simulateur de vol concernant l'exécution des approches stabilisées jusqu'à l'arrondi final, l'identification d'un arrondis non stabilisé et la récupération de cette situation, y compris les techniques appropriées de récupération, en cas de taux de descente élevé, pendant l'arrondi jusqu'à l'atterrissage, les techniques pour éviter et récupérer d'un contrôle excessif en tangage avant le toucher des roues, les techniques pour éviter le contrôle excessif et la dérotation prématurée de la situation pendant un atterrissage avec des rebonds ; et pour promouvoir une orientation vers une remise des gaz proactive. »

## Conséquences
En raison de son rôle dans l'accident, le commandant Freeman a été renvoyé de FedEx le 30 octobre 2000. Cependant, le syndicat des pilotes de la compagnie aérienne a critiqué cette décision et a annoncé qu'il ferait appel, invoquant que l'accident avait été causé principalement par des défauts de conception du MD-11. 